# Open Atelier Route (Curaçao)
De Open Atelier Route is een driejaarlijks evenement in Curaçao waarbij lokale beeldend kunstenaars hun atelier twee dagen openstellen voor het publiek.
Bezoekers kunnen kennismaken met de kunstenaar, zien waar deze aan werkt en welke materialen en technieken gebruikt worden, het creatieve proces in het atelier zien en horen welke inspiratiebronnen er zijn. Het evenement is verdeeld over twee weekends. In het ene weekend worden de ateliers in het oosten van het eiland (pariba di brùg) opengesteld, in het andere weekend de ateliers in het westen van het eiland (pabao di brùg). De brug is de Koningin Julianabrug over de Sint Annabaai, die de twee delen van het eiland verbindt.
De eerste Open Atelier Route werd in 2006 op verzoek van het bestuur van kunstenaarsvereniging ArteVishon georganiseerd door Marcel van Duijneveldt en Ellen Spijkstra. In 2024 deden ongeveer vijftig kunstenaars mee. Zij vertegenwoordigden een groot aantal disciplines, zoals schilderen, beeldhouwen, keramiek, fotografie, edelsmeden, film en mixed media. Nieuwe deelnemers worden gescreend door een commissie die bestaat uit de kunsthistorici Christel Monsanto en Josee Thissen-Rojer.
De Open Atelier Route is een platform voor artistieke expressie en culturele uitwisseling, en versterkt de rol van kunst als een verbindende kracht binnen de gemeenschap en daarbuiten. Het evenement wordt ondersteund door onder meer het Prins Bernhard Cultuurfonds Caribisch Gebied. Op de Touri Guide app is informatie over de deelnemers te vinden.